# Chibi Ichigo
Sabina Nurijeva (Oezbekistan, 1998), bekend onder haar artiestennaam Chibi Ichigo, wat 'kleine aardbei' betekent in het Japans, is een Limburgs-Tataarse muzikant. Aanvankelijk maakte ze vooral hiphop in het Nederlands en Russisch, maar later maakte ze de overgang naar electropop.

## Biografie
Nurijeva is geboren in Oezbekistan en verhuisde op tweejarige leeftijd met haar moeder naar Leopoldsburg, België, om haar vader te ontvluchten. Tijdens haar jeugd heeft ze ook in Hechtel en Stokrooie gewoond.
In haar tienerjaren kampte ze met psychische problemen, wat van invloed is geweest op haar muziek, waarin thema's als zelfacceptatie prominent aanwezig zijn. Ze leeft ook met een dwangstoornis, met name angst voor besmetting.
Hoewel ze door haar opvoeding in België Nederlands als eerste taal heeft verworven, heeft ze haar Russische taalvaardigheden opnieuw ontwikkeld, vooral dankzij de steun van haar moeder.
Na haar middelbare school studeerde ze kortstondig journalistiek in Gent, maar besloot uiteindelijk om zich volledig op muziek te concentreren.

## Carrière
Nurijeva bracht haar eerste single, Russian snow, uit in 2018, gevolgd door haar debuut-EP Legenda in 2019 en Bloei, haar eerste Nederlandstalige project, eind 2020.
In 2020 nam Nurijeva deel aan het achttiende seizoen van de Slimste Mens ter Wereld, wat resulteerde in een stijging van streams.
In 2021 bracht ze gezamenlijk met Umi Defoort de EP Chibumiverse uit. Haar samenwerking met Defoort veroorzaakte een verschuiving in de stijl van haar muziek van hiphop naar electropop met invloeden van eurodance, techno, gabber en big beat. Deze verandering werd mede beïnvloed door de COVID-19 pandemie, die haar in staat stelde om, dankzij haar vriend en haar manager, een bredere reikwijdte aan muziekgenres te verkennen. Op 14 oktober 2022 bracht ze haar debuutalbum Sabina uit, waaraan zowel Umi Defoort als Jeroen De Pessemier meewerkten. Op 26 januari 2024 verscheen haar tweede album Na half 1.
Op 15 juni 2025 maakte ze haar debuut als dj op The Floor stage van het festival Best Kept Secret. Het aanwezige publiek genoot met volle teugen en De Morgen benoemde haar performance tot dj-set van de dag.

## Discografie

### Albums
| Album        | Verschijnen      | Label            | Hitlijsten | Hitlijsten | Hitlijsten | Hitlijsten | Opmerkingen       |
| Album        | Verschijnen      | Label            | BE (VL)    | BE (VL)    | NL         | NL         | Opmerkingen       |
| Album        | Verschijnen      | Label            | Piek       | Weken      | Piek       | Weken      | Opmerkingen       |
| ------------ | ---------------- | ---------------- | ---------- | ---------- | ---------- | ---------- | ----------------- |
| Legenda      | 4 augustus 2019  | Eigen beheer     | —          | —          | —          | —          | EP                |
| Bloei        | 23 augustus 2020 | Eigen beheer     | —          | —          | —          | —          | EP                |
| CHIBUMIVERSE | 22 april 2021    | Eigen beheer     | —          | —          | —          | —          | EP, samen met UM! |
| Sabina       | 14 oktober 2022  | Top Notch        | 33         | 2          | —          | —          | Debuutalbum       |
| NA HALF 1    | 26 januari 2024  | Six Thirty Synth | —          | —          | —          | —          | Studioalbum       |

### Singles
| Titel           | Verschijningsdatum | Bijdrage/productie  | Afkomstig van het album |
| --------------- | ------------------ | ------------------- | ----------------------- |
| Russian Snow    | 15-08-2020         | LTGL                | —                       |
| Secret          | 30-08-2019         | Chuki Beats         | Legenda                 |
| Bloei           | 28-02-2020         | Remi De Roeck       | Bloei EP                |
| Poka            | 01-05-2020         | Remi De Roeck       | Bloei EP                |
| Verkeerde Bocht | 26-06-2020         | Umi Defoort         | Bloei EP                |
| Sussend         | 13-11-2020         | NESS, Remi De Roeck | —                       |
| Club Russia     | 11-03-2021         | Remi De Roeck       | —                       |
| Energie         | 29-09-2023         | Sophie Straat       | —                       |
| HALF 1          | 26-01-2024         | Umi Defoort         | NA HALF 1               |